# Волоконівський район
Волоконі́вський райо́н (рос. Волоконовский район) — адміністративна одиниця Росії, Бєлгородська область. До складу району входять 2 міських та 12 сільських поселень.

## Географія
Волоконівський район розташовано на півдні Бєлгородської області, межує з Новооскольським, Красногвардійським, Валуйським і Шебекинським районами області, а також з Україною. Площа району — 1287,7 км².

## Історія
Район утворено в 1928 році. До 1954 року район знаходився у складі Курської області, а з 1954 року — у складі Бєлгородської області.

## Адміністративний поділ
- міське поселення селище Волоконовка
- міське поселення селище П'ятницьке
- Борисовське сільське поселення
- Вовче-Олександрівське сільське поселення
- Голофеєвське сільське поселення
- Грушівське сільське поселення
- Погромське сільське поселення
- Покровське сільське поселення
- Реп'євське сільське поселення
- Староівановське сільське поселення
- Тишанське сільське поселення
- Фощеватовське сільське поселення
- Шидловське сільське поселення
- Ютановське сільське поселення

## Видатні уродженці
- Калінін Микола Микитович (1922—1943) — військовий льотчик, Герой Радянського Союзу.